# 熨斗

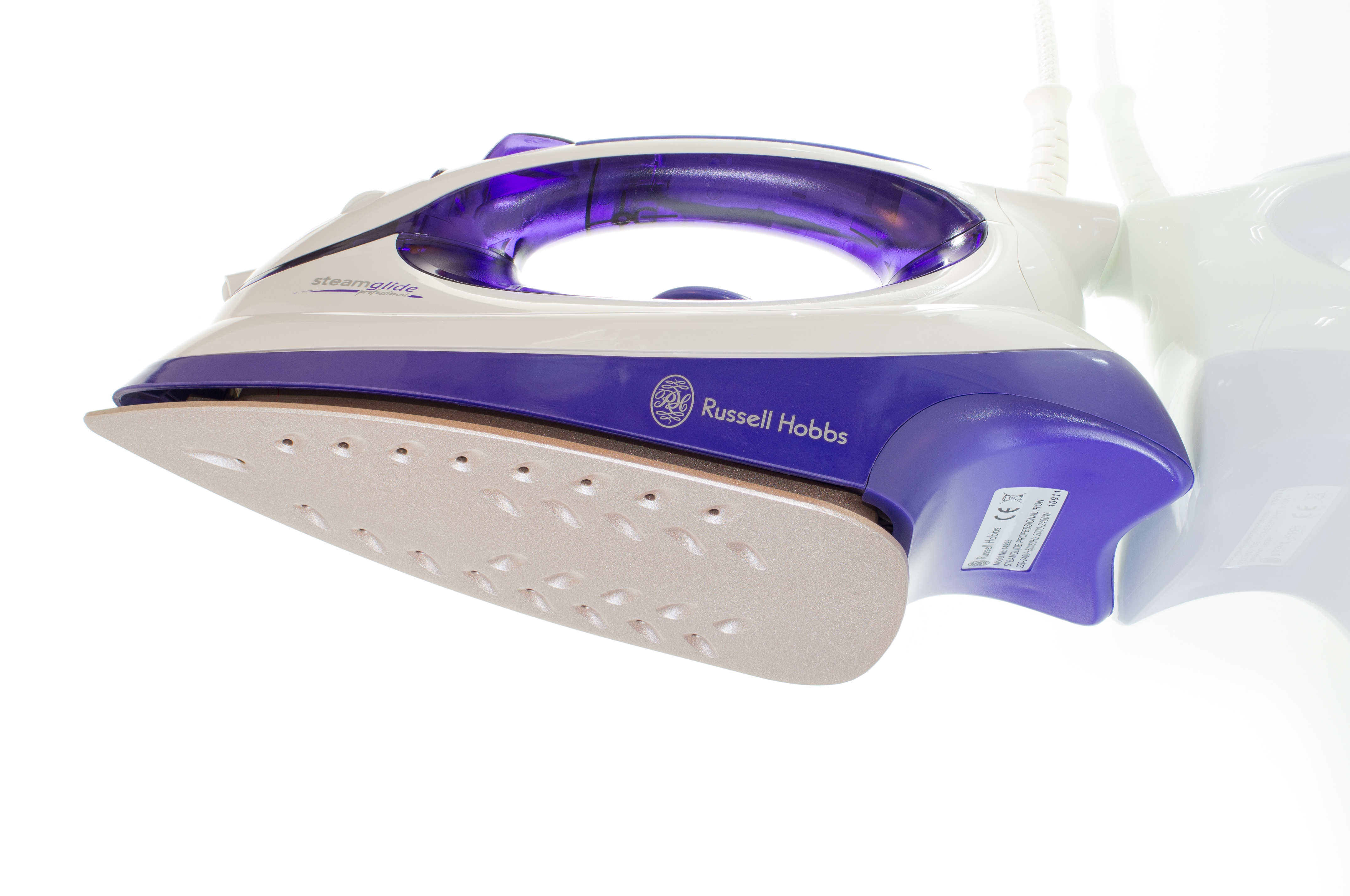
現代電熨斗

熨斗（英語：Clothes iron、Iron），又稱火斗、北斗、金斗、钴鉧，是一種以熱力將起了皺褶的衣服、布料熨直的工具。早期的熨斗以熱水或燃燒木炭為熱源，现今已普遍被電加热的電熨斗或蒸汽熨斗所取代。

## 名稱
熨斗有多種別稱，其古代英文名稱為「Sad irons」，Sad的意思作為「固體」之意，源自當時的熨斗主要是可達5至9英磅（2.3至4.1）的金屬塊。中文名稱的「熨」字則來自火斗，因為需要以炭火生熱。而斗字則是來自其古代烹调用具的外形。並自《说文解字注》中的「上象斗形，下象其柄也，斗有柄者，盖北斗」一言中獲得了「北斗」一稱。

## 歷史上的熨斗
熨燙衣物的紀錄最早出現於公元前400年左右，古希臘人會使用一種稱為「Goffering iron」的燒鑄圓形鐵棒在長袍上做出摺皺的效果。古羅馬人則使用扁平的金屬板去除褶皺。
相傳熨斗在中國歷史中的發明時間早於商朝末年，西晉著作《帝王世紀》中描述熨斗當時是紂王為了用以在燒燙行刑使用，為炮烙的靈感來源。到了西漢時（約公元前一世紀左右），熨斗已經轉為由人民熨燙衣服使用，他們會在金屬鍋子或勺子內裝滿滾燙的煤、沙子或熱水，再將其放在織物上以撫平皺紋。
到了17世紀，除了義大利人則是使用加熱的皂石來熨燙衣服之外，多數歐洲人是利用加熱的D字型鐵板達到同樣目的，這也成為了熨斗的雛形。

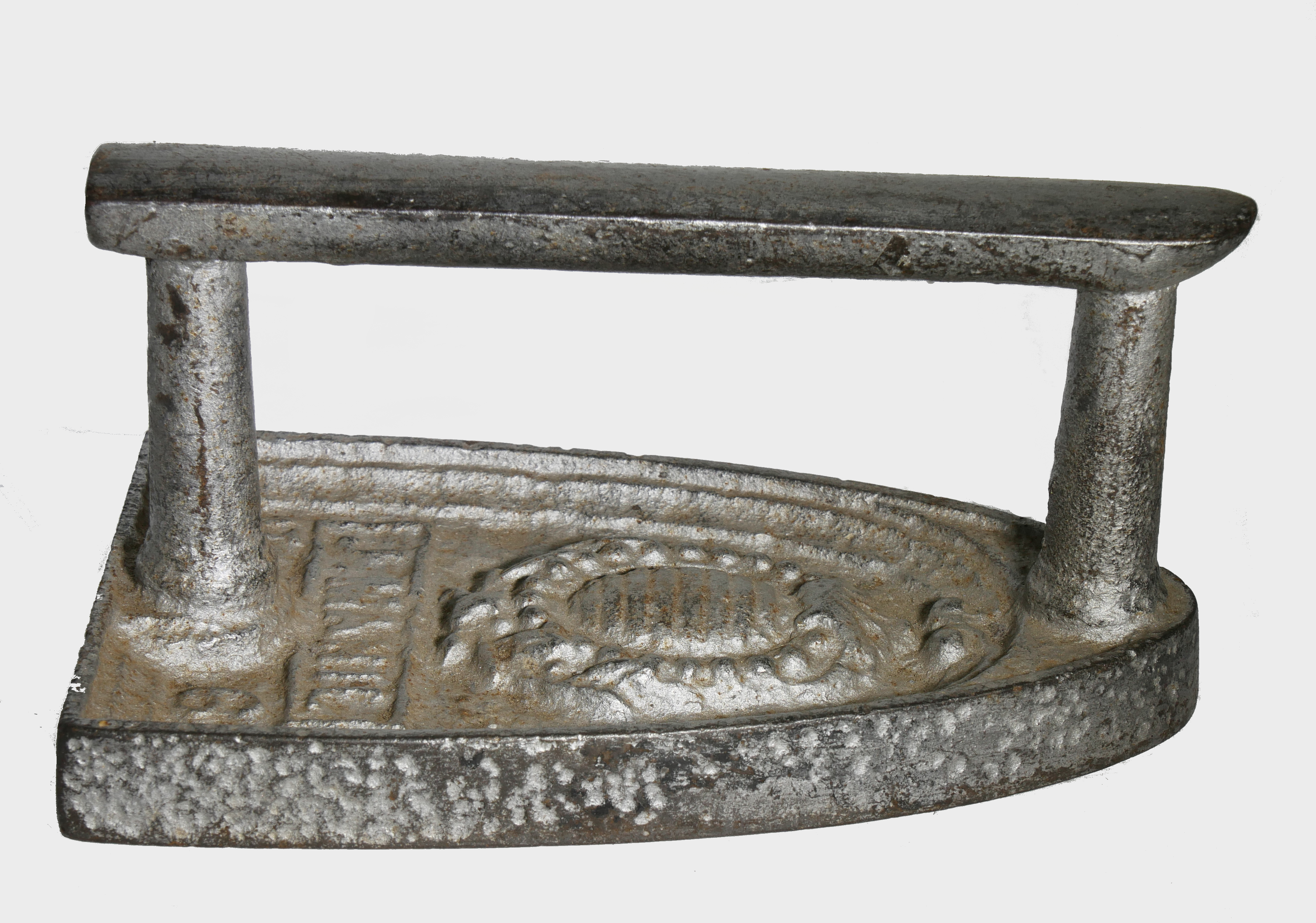
「平熨斗」，這種熨斗需要直接加熱使用

最早有接近現代形狀的熨斗則來自約公元1300年，稱之為「平熨斗」（Flat Iron），這種熨斗需要經過火烤熱之後，隔著另一層布（以防被加熱的碳粉等弄髒）以將衣物燙平。並且在不使用時，需要定期清潔、用砂紙打磨並塗油以防止生鏽，並確保其能夠在乾淨的衣服上平穩滑動。

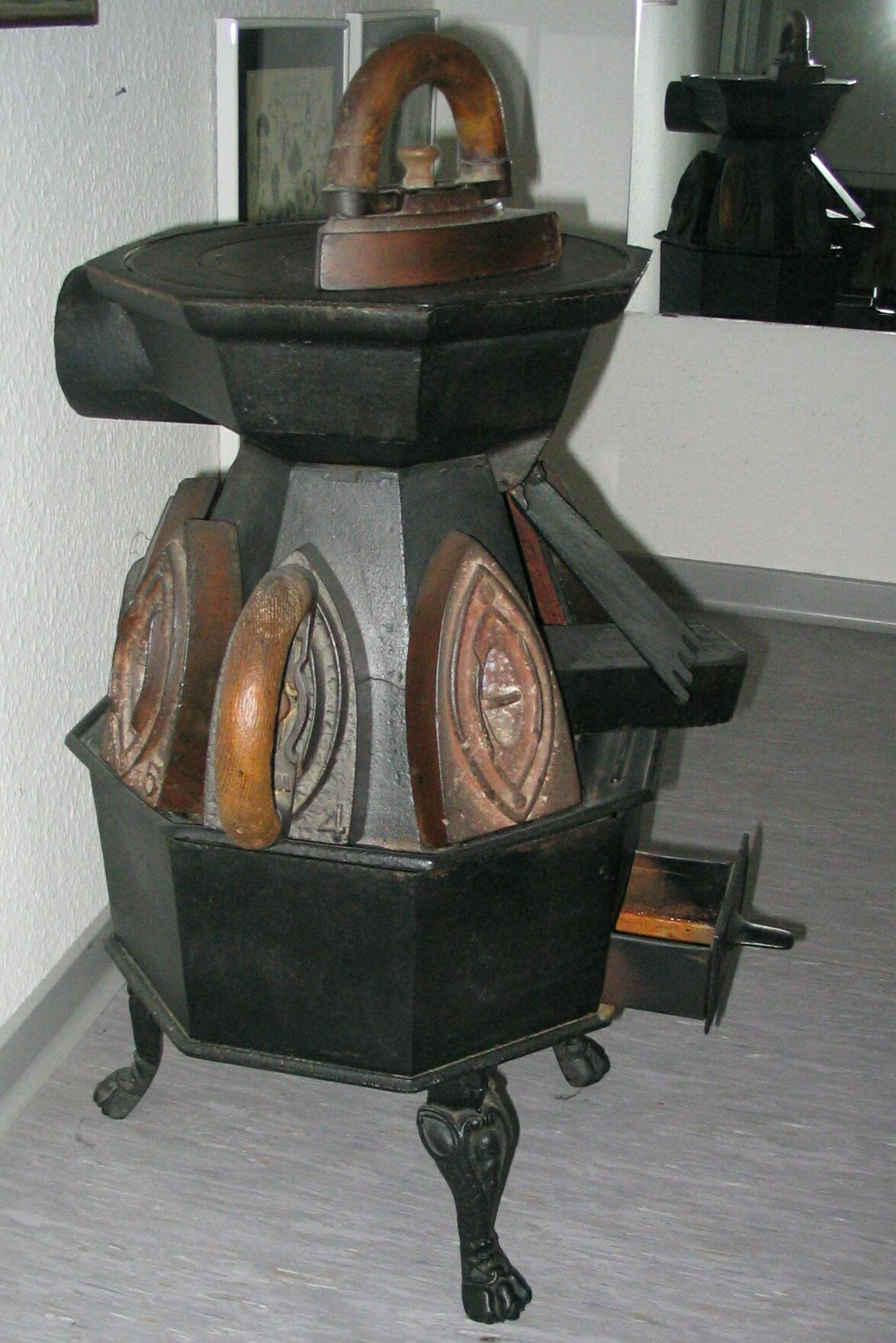
熨斗架

因為這時候的的熨斗仍受限於不能控制溫度，故發展出了額外的熨斗架以在熨斗冷卻後能馬上更換另一個熨斗使用。

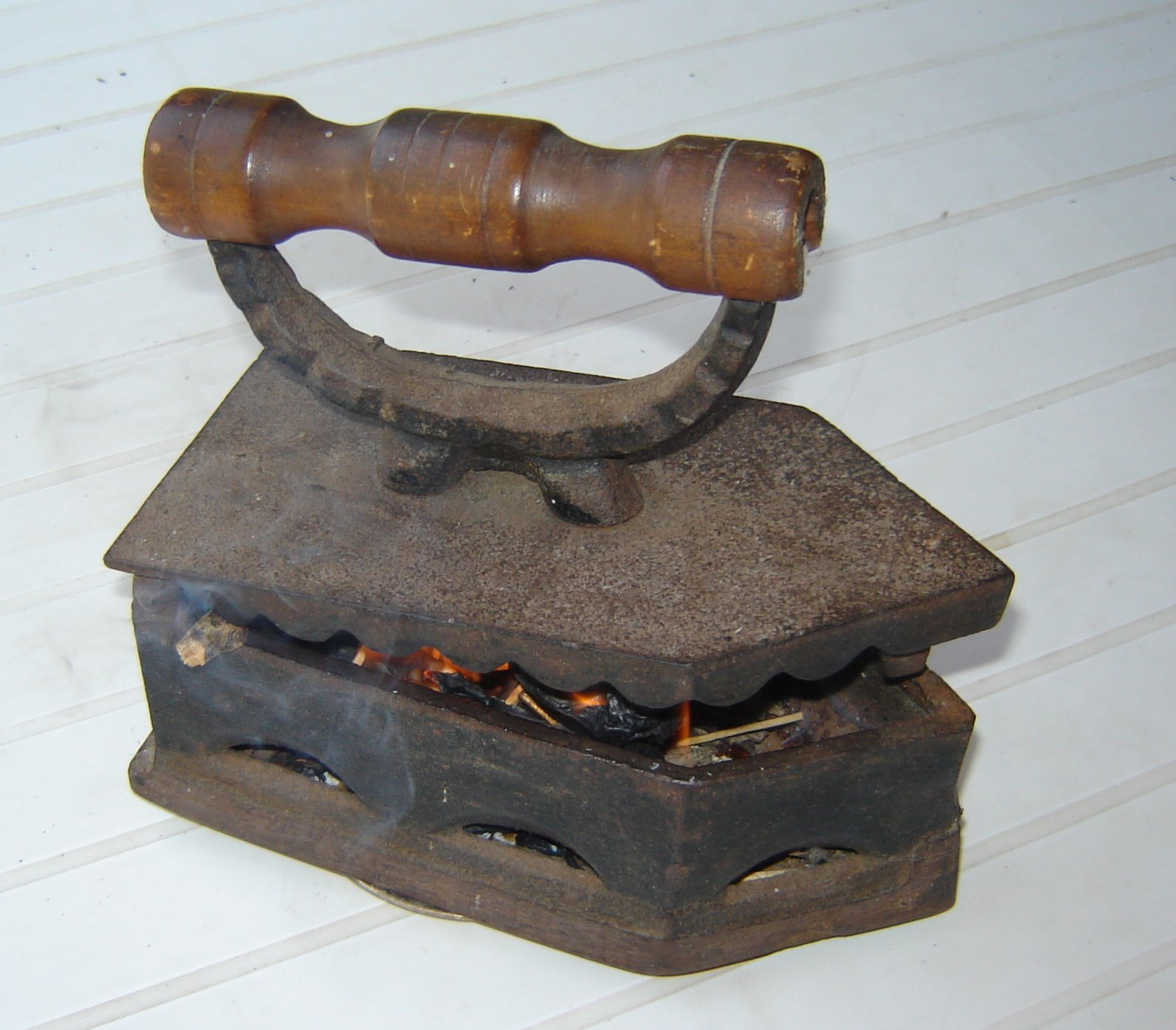
「盒熨斗」，這種熨斗是將內部的鐵塊、煤炭或其他加熱元件燒熱後再使用，加入木柄以防燒燙的設計約在1870年代出現

下一個出現的設計是「盒熨斗」（Box iron），這種改良後的熨斗是將加熱物至於下方的盒內，因而有效的避免了碳粉髒污的問題而被持續使用了數百年。但仍需要在衣物上先灑水使用。

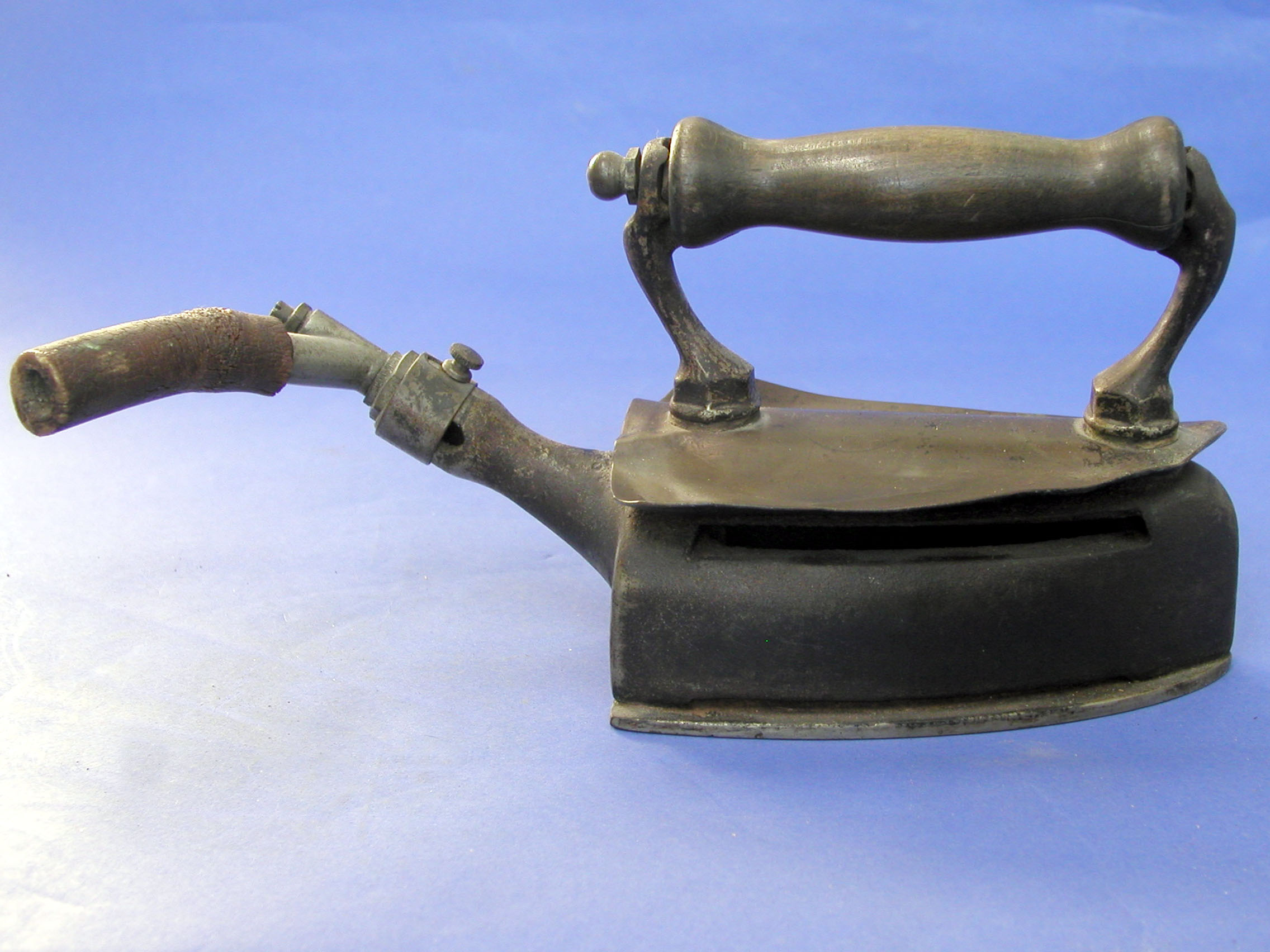
「燃氣熨斗」，燃料自後方輸入在裡面燃燒以保持熱量，並有效減輕了重量

1870年代，「燃氣熨斗」（Gas iron）被發明以減輕重量。並使用了乙醇、天然氣或鯨油等燃料來加熱。而1882年出現了第一個申請電熨斗專利的人——Henry W. Seeley。1920年代時則出現了能持續保持一定溫度的熨斗，以及另一種能帶有蒸氣功能的熨斗。1953年時則發明了喷雾蒸汽式电熨斗。

## 現代熨斗
現代熨斗並使用恆溫器來保持溫度穩定，當加熱元件變得過冷或過熱時，恆溫器會打開或關閉以控制溫度。該恆溫器的運作原理為兩片被固定在一起的不同熱膨脹系數金屬片在被加熱時，會因此彎向系數較小的一側並造成斷開。
熨斗的底板多以鋁或不銹鋼製成，當使用時，儲存於熨斗內的水會流至加熱的金屬版上，形成蒸氣噴灑至衣物上以達到熨平的目的。
現在熨斗有另一種手提蒸氣熨斗的形式，並能將衣服懸吊可來熨燙。

## 用途
除了用以熨平衣物之外，古代中國民族也用以熨燙紙絹，使其平整。宋朝時還會將熨斗用作以酒杯使用，或將香料或者点燃的沉香加入熨斗內以同時增加衣物香氣，成為了當時消耗香料的主要來源。

## 风险
因熨斗需要加熱和使用水，产品问题或使用不当可能造成火災、燙傷等危险。

## 文化
美國紐約市的熨斗大廈，即因狀似熨斗而得名。而印度人至今仍會使用傳統的木炭式熨斗。
中國古代的熨斗中有刻度，有丈量天下的意思，並引申出「顺从忠诚」、「前途坦荡」的涵義。《驂鸞錄》紀載：“路旁有钴鉧潭。钴鉧，熨斗也。潭状似之。”，並因此延伸出了一些相關地名，如熨斗鎮。
現在世界上擁有數處收藏大量熨斗的博物館，如深圳觀瀾鰲湖老村古代熨斗博物館，烏克蘭的Radomysl Castle,也收藏了150個古代熨斗。

## 延伸阅读
- 维基共享资源上的相關多媒體資源：熨斗
- 《欽定古今圖書集成·經濟彙編·考工典·熨斗部》，出自陳夢雷《古今圖書集成》
- 1883年Henry W. Seeley向美國申請的專利 （页面存档备份，存于）